# مارتن غرينفيلد
مارتن غرينفيلد (بالإنجليزية: Martin Greenfield)‏ هو خياط أمريكي، ولد في 9 أغسطس 1928 في تشيكوسلوفاكيا.